# Fátima Torre
Fátima Torre Hutt, é uma atriz mexicana, nascida em (16 de junho de 1988, na Cidade do México). É uma atriz mexicana com ascendência alemã, irmã dos atores José María Torre e Andrea Torre.

## Biografía
Fátima inciou sua carreira muito cedo, quando criança participando de vários comerciais. Como atriz ela teve seu primeiro papel em 1997 na famosa trama da produtora Carla Estrada, a telenovela María Isabel, onde atuou como a pequena Índia María Isabel, papel que foi da atriz Adela Noriega na segunda fase da telenovela. 
Então ela atuou em várias telenovela e séries da tv mexicana, tanto em participações especiais como em papéis centrais nas histórias, tendo atuando em como El diario de Daniela no ano de 1999 contracenando com Daniela Luján e Martín Ricca, Fátima também fez participação especial na telenovela juvenil Locura de amor de 2000, nesta produção foi a criança Beatriz Sandoval, papel que em seguida foi da Alejandra Barros na história.
Outra grandes produções da Televisa fazem parte da carreira de Fátima, que alcançou papéis mas expressivos tais como Fátima Álvarez de El juego de la vida de 2001, contracenando com Sara Maldonado, Mike Biaggio e Margarita Magaña, também foi María Fernanda Heredia da telenovela Amor real no ano de 2003 que foi protagonizada por Adela Noriega, Fernando Colunga e Mauricio Islas, Fátima atua em Atrévete a soñar no ano de 2009.

## Telenovelas
- Corazón que miente  (2016)....Leticia "Lety" Valdiva González
- La tempestad (2013) .... Karina
- Dos hogares (2011) .... Aurora Ballesteros
- Soy tu dueña (2010) ....  Iluminada "Maria da Luz"
- Atrévete a soñar (2009)
- La esposa virgen (2005) .... Olivia Palacios
- Velo de novia (2003) .... Flavia Morales
- Amor real (2003) .... María Fernanda Heredia
- El juego de la vida (2001) .... Fátima Álvarez
- Locura de amor (2000) .... Beatriz Sandoval (criança)
- Por tu amor (1999) .... Flor
- El diario de Daniela (1999) .... Fatima
- María Isabel (1997) ....  María Isabel (criança)

## Séries de televisão
- Silvia, frente a ti (2019) .... Tia Concha
- Mujeres asesinas  (2009) .... Julia  (Julia, encubridora)
- La rosa de Guadalupe (2008) .... Edith / Liliana ... (2 episódios)
- ¡Qué madre, tan padre! (2006) .... Lucía
- Los no invitados (2003) .... Karina 14
- Cuento de Navidad (1999) mini-series
- Un boleto para soñar (1998)
- Mujer, casos de la vida real (1997-2005) (7 episódios)